# Катастрофа Ан-2 в Балашихе
Катастрофа Ан-2 в Балашихе — авиационная катастрофа, произошедшая на авиашоу в честь 70-летия Ан-2 2 сентября 2017 года. При выполнении фигуры высшего пилотажа «бочка» самолёт накренился направо и упал. Погибли оба пилота.

## Экипаж
Экипаж разбившегося Ан-2 был таким:
Командир Воздушного Судна (КВС) — 49-летний Дмитрий Евгеньевич Сухарёв. Первый чемпион России по авиаралли, мастер спорта России, член Сборной России по авиаралли. Почётный член Федерации Авиационного спорта. За время членства во ФЛА освоил десятки типов воздушных судов: от спортивных (Pitts, Як-54, Су-29, Су-31) до транспортных (Ли-2, DC-3, Ил-14).
В кресле второго пилота находился 36-летний Борис Маркович Тылевич — профессиональный пилот, работавший командиром воздушных судов Gulfstream и Cessna в сегменте деловой авиации, фотокорреспондет. Борис так же являлся энтузиастом АОН, инструктором и перегонщиком лёгких воздушных судов, перегнавшим за свою карьеру более десятка самолетов через Атлантический Океан. Активного пилотирования в данном демонстрационном полете Борис не осуществлял, а его присутствие в кабине было роковой случайностью. Как говорят близкие Бориса, он просто не мог пройти мимо возможности полетать.

## Расследование
Расследование причин катастрофы Ан-2 в Балашихе проводил Межгосударственный авиационный комитет (МАК).
Наиболее вероятной причиной катастрофы самолета Ан-2 RA-35171 явился неучёт КВС особенностей пилотирования самолета Ан-2 на больших скоростях полета (увеличение потребного времени вывода воздушного судна из крена из-за уменьшения углов отклонения элеронов за счет вытяжки тросовой проводки вследствие значительного возрастания усилий в поперечном канале управления на скоростях 270—300 км/ч), что не позволило вывести воздушное судно из снижения при выполнении маневрирования с большими углами крена на предельно малой высоте полета.
Способствующими факторами явились:
- пилотирование воздушным судном на режимах, выходящих за ограничения, установленные РЛЭ самолета Ан-2.
- выполнение маневрирования на высоте, менее установленной для выполнения демонстрационного полета над аэродромом[4].